# عناق

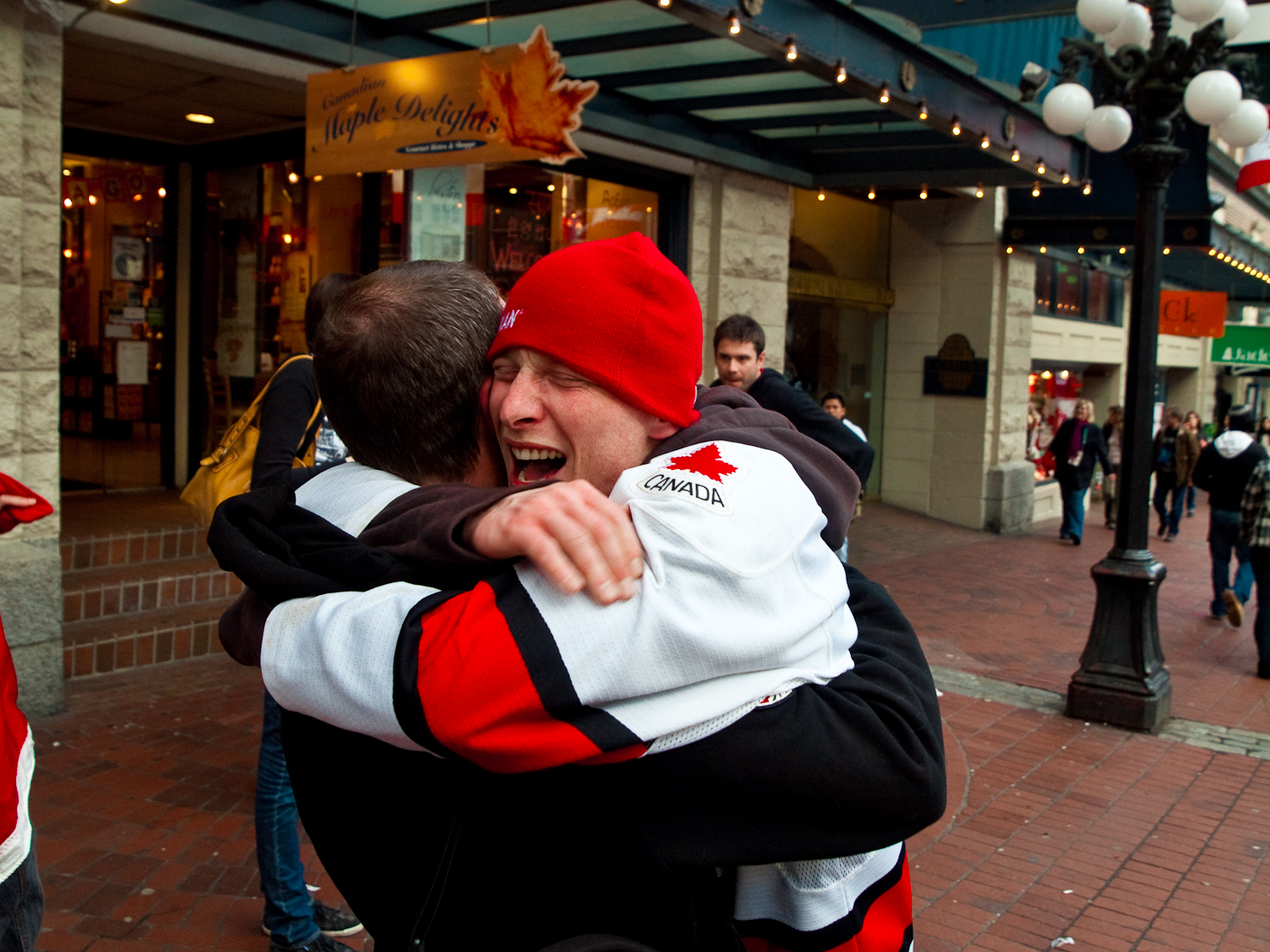
عناق

العناق أو الحضن هو صورة من صور الحميمية الجسدية، معروف لدي الجنس البشري كله، حيث يقوم فيه شخص أو أكثر بلف ذراعيه حول رقبة أو وسط شخص آخر، ويتمسك كل منهما بالآخر مع وجود قدر من التقارب الجسدي.

## تسمية
العناق في اللغة العربية من عانقَ يعانق، معانقةً وعِناقًا، فهو مُعانِق، والمفعول مُعانَق ومنها عانق الأبُ ولدَه العائِدَ أدنى عُنُقَه من عُنُقِه وضمَّه إلى صدره حُبًّا فيه, كما أن الحضن في اللغة العربية يعني القرب والضم والتربية مأخوذ من حَضَنَ(فعل) يَحضُن، حَضْنًا وحَضانةً، فهو حاضِن، والجمع حَضَنَةٌ، حُضَّانٌ وهي حاضنة والجمع: حَوَاضِن، والمفعول مَحْضون ومنه حضَن فلانًا: جعله في ناحيته وجانبه، أحاطه برعايته وحمايته وربّاه، وكذلك حَضَنَتِ الْمَرْأةُ طِفْلَهَا: جَعَلَتْهُ فِي حِضْنِهَا، ضمَّتْهُ إلَى صَدْرِهَا وحضَنَ الرجلُ الصَّبيّ: رعاه وربّاه وحَضَنَهُ عَنْ كُلِّ مَكْرُوهٍ: أبْعَدَهُ عَنْهُ وكذلك حضَنَ الطائرُ البيضَ: رقد عليه للتفريخ.

## وصف
العناق، وعادة ما يصاحبه قبلة، هو نوع من أنواع التواصل غير اللفظي، ويمكن أن يشير العناق إلى التقارب أو الحب أو المودة أو الصداقة بين شخصين مع الأخذ في الاعتبار ثقافة المجتمع وطبيعة العلاقة، كما قد يعطي العناق أيضا حالة من الدعم خصوصا في المواقف التي قد تنعدم فيها الكلمات، كما يشير العناق إلى حالة من الحرارة العاطفية الناتجة عن الشعور بالسعادة عند التقاء الأحباء بعد فترة غياب.
يشير العناق الغير متبادل بين الطرفين إلى وجود مشكلة في العلاقة بينهما، ويتراوح العناق بين مجرد الضم لمدة وجيزة أو المعانقة بشدة والبقاء علي هذه الحالة لفترة، وتحدد الثقافة والعرف الاجتماعي المدة المقبولة للعناق، وفي حالة عناق الحبيبين قد تتلامس منطقة الحوض لكل منهما أثناء العناق.
على عكس الصور الأخري من الحميمية الجسدية، فإن العناق يمكن أن يمارس سرا وعلانية في عدد من الدول والثقافات بلا خوف من الوصم الإجتماعي.
يُعد العناق المفاجئ الغير متوقع صورة من صور اقتحام المساحة الشخصية، إلا إذا بادله الطرف الآخر، فيُعد في هذه الحالة إشارة ترحيب.
أشارت بعض الدراسات إلى أن العناق هو عادة صحية، وأنه يزيد من نسبة أوكسايتوسين ويقلل من ضغط الدم، كما أن العناق الجماعي مفيد أيضا في بعض أنواع العلاج النفسي.

## في غير البشر
لاحظ بعض العلماء أن الكلاب تستمتع بالعناق فيما بينها، كما أن وضع عضو حيوان علي حيوان آخر يعد علامة علي السيطرة.